# Estación Estomba
Estomba es una estación de ferrocarril ubicada en las áreas rurales del Partido de Tornquist, Provincia de Buenos Aires, Argentina.

## Servicios
Es una estación del ramal perteneciente al Ferrocarril General Roca. Desde junio de 2016 no presta servicios de pasajeros.
Por sus vías corren trenes de carga de la empresa Ferrosur Roca.

## Ubicación
Se encuentra a 25 km al sur de la ciudad de Sierra de la Ventana, entre las estaciones de Saldungaray y Cabildo.